# Club Challenge UEFA-CONMEBOL
Le Club Challenge UEFA-CONMEBOL (en espagnol : UEFA CONMEBOL Desafío de Clubes) est une compétition intercontinentale inter-clubs de football organisée par la CONMEBOL et l'UEFA. Cette compétition se résume en un match unique entre le vainqueur de la Ligue Europa et celui de la Copa Sudamericana.

## Histoire
Le 12 février 2020, la CONMEBOL et l'UEFA signent un protocole d'accord renouvelable destiné à renforcer la coopération entre les deux organisations. Dans le cadre de l'accord, une commission conjointe UEFA-CONMEBOL examine ainsi la possibilité d'organiser une série de matches intercontinentaux Europe-Amérique du Sud, en football masculin et féminin et dans les différentes tranches d'âge. 
Le 15 décembre 2021, l'UEFA et la CONMEBOL renouvellent leur protocole d'accord jusqu'en 2028, celui-ci comprenant notamment des dispositions spécifiques sur l'ouverture d'un bureau commun à Londres et l'organisation éventuelle de divers événements de football. 
Dans ce contexte, l'UEFA et la CONMEBOL annoncent le 7 juillet 2023 l'organisation du Club Challenge 2023 opposant le club espagnol du Séville FC, vainqueur de la Ligue Europa 2022-2023, au club équatorien de l'Independiente del Valle, vainqueur de la Copa Sudamericana 2022, le 19 juillet 2023 au Stade Ramón Sánchez Pizjuán à Séville, en Espagne,. 
Une compétition amicale similaire non-officielle, la Supercoupe euroaméricaine, s'est tenue en 2015 et 2016 ; River Plate s'impose face au Séville FC en 2015 sur le score de 1-0 au Monumental de Buenos Aires et le Séville FC remporte l'édition 2016 contre l'Independiente Santa Fe sur le score de 2-1 au Complexe ESPN Wide World of Sports en Floride.
La première édition, qui est aussi la 12e édition du Trophée Antonio Puerta, est remportée par le Séville FC, qui s'impose aux tirs au but par 4 buts à 1 contre l'Independiente del Valle, après que les deux équipes se sont neutralisées dans le temps réglementaire (1-1).
La compétition n'est pas jouée en 2024 en raison du calendrier surchargé de l'Atalanta Bergame, vainqueur de la Ligue Europa 2023-2024, qui devait affronter la LDU Quito, vainqueur de la Copa Sudamericana 2023.

## Matchs

### 2023
| 19 juillet 2023   | Séville FC                        | 1 – 1             | Independiente del Valle     | Stade Ramón Sánchez Pizjuán, Séville            |                                                 |
| 22 h 00 UTC+02:00 | Pedro Ortiz 90+1e                 | (0 – 1)           | 10e Lautaro Díaz            | Spectateurs : 19 407 Arbitrage : Rade Obrenovič | Spectateurs : 19 407 Arbitrage : Rade Obrenovič |
| 22 h 00 UTC+02:00 | Rapport                           |                   |                             | Spectateurs : 19 407 Arbitrage : Rade Obrenovič | Spectateurs : 19 407 Arbitrage : Rade Obrenovič |
| 22 h 00 UTC+02:00 | Jordán · Romero · Idrissi · Gómez | Tirs au but 4 – 1 | Faravelli · Hoyos · Martins | Spectateurs : 19 407 Arbitrage : Rade Obrenovič | Spectateurs : 19 407 Arbitrage : Rade Obrenovič |